# Mascarenhas de Morais
João Batista Mascarenhas de Morais (São Gabriel, 13 novembre 1883 – Rio de Janeiro, 17 settembre 1968) è stato un generale brasiliano.
Nella seconda guerra mondiale fu comandante della Força Expedicionária Brasileira nella Campagna d'Italia (1943-1945), che prese parte nella liberazione in Garfagnana, Versilia e Lucchesia e in particolare alle battaglie di Monte Castello, Montese e della Sacca di Fornovo.

## Biografia
Figlio di un commerciante della capitale dello stato brasiliano di Rio Grande do Sul e nipote di un veterano della guerra dei Farrapos, già a 14 anni viveva da solo a Porto Alegre, lavorando e studiando; riuscì ad entrare nella Escola Preparatória e Tática de Rio Pardo nel 1899. Alla conclusione del corso di studi, entrò all'Accademia Militare del Brasile, la Escola Militar da Praia Vermelha, a Rio de Janeiro. Nel 1904, mentre ancora frequentava il 3º anno, scoppiò nella capitale la cosiddetta Revolta da Vacina. Il giovane Mascarenhas non partecipò al movimento contro la legge di vaccinazione obbligatoria, ma l'accademia militare venne chiusa e i ribelli espulsi.

## Un militare lealista
Nel 1922 ci fu l'elezione del presidente Artur Bernardes, mentre al secondo posto giunse Nilo Peçanha, candidato sostenuto da Rio de Janeiro. A quel tempo Bernardes stava affrontando una campagna mediatica in merito a false dichiarazioni rese a suo nome ai giornali: in queste lettere si denigrava l'esercito e l'ex presidente Hermes da Fonseca. Questo episodio portò alla protesta di alcuni gruppi del corpo militare, insoddisfatti del risultato delle elezioni e del precedente governo di Epitácio Pessoa, che alla fine portarono al movimento noto come "rivolta dei diciotto del Forte di Copacabana". In quel momento Mascarenhas era il capitano che comandava il 1° Regimento de Artilharia Montada (RAM). La rivolta aveva preso d'assalto, oltre al Forte di Copacabana, anche la Scuola militare di Realengo e alcuni focolai in Vila Militar. Mascarenhas sostenne le forze lealiste, dando supporto alla fanteria. Mon potendo contare sui suoi ufficiali, che erano stati arrestati, Mascarenhas li sostituì con dei sergenti più esperti e compì la sua missione.
Durante la rivoluzione del 1930, che portò al potere Getúlio Vargas, Mascarenhas si mantenne fedele al presidente Washington Luís e per questo venne arrestato la mattina del 4 ottobre dai ribelli guidati da Getúlio Vargas, rimanendo 38 giorni in carcere. Al momento della rivolta ricopriva il grado di tenente colonnello, comandante del 6° RAM, che rappresentava la 3ª brigata di Cruz Alta.
Dopo il rilascio Mascarenhas continuò la sua carriera nell'esercito, ma venne messo agli arresti per la seconda volta quando confermò il suo sostegno a San Paolo nella rivoluzione costituzionalista del 1932 contro Vargas. Anche in questo caso, dopo la sconfitta della rivolta, Mascarenhas fu rilasciato e non processato.
Nel 1935, mentre era al comando della Scuola Militare di Realengo, Mascarenhas de Morais partecipò alla lotta contro l'insurrezione comunista a Rio de Janeiro. Questa volta la sua lealtà era al governo costituzionale di Getulio Vargas. Nel 1937 il governo inscenò una seconda insurrezione comunista, che fu il pretesto per l'instaurazione di un regime dittatoriale in Brasile conosciuto come Estado Novo, e che durò fino alla fine della seconda guerra mondiale.
Nello stesso anno Mascarenhas de Morais divenne generale di brigata e fu trasferito al comando della 9ª regione militare a Campo Grande, ora nel Mato Grosso do Sul. L'anno successivo fu nominato comandante della Divisione Artiglieria della 1ª Divisione Fanteria, a Rio de Janeiro.

## La politica ambigua del Estado Novo
Il governo populista di Vargas, che era stato creato nel 1937, abolì la costituzione del 1934 e adottò diverse leggi e istituzioni centralizzatrici e autoritarie già in vigore negli Stati totalitari europei. L’unica opposizione allo Estado Novo brasiliano veniva ormai dai circoli comunisti nella clandestinità.
Allo scoppio della seconda guerra mondiale, nel 1939, lo Estado Novo si dichiarò neutrale e continuò a mantenere buone relazioni sia con gli Stati Uniti e il Regno Unito che con i paesi dell’Asse. Già dal 1937 il governo tedesco cercava di coinvolgere il Brasile nel Patto Anticomintern, che attuava una forte politica estera anticomunista. Al contempo gli Stati Uniti, che avevano bisogno di basi aeree nella regione del Saliente Nordestino brasiliano per il controllo dell’Atlantico, dovettero accettare nel 1939 le richieste di Vargas di prestiti sociali per lo sviluppo di un’industria metallurgica e siderurgica nazionale ancora inesistente. 
A Rio de Janeiro, allora capitale del Brasile, Mascarenhas de Morais seguiva lo svolgimento delle operazioni della seconda guerra mondiale che cominciavano ad avere degli effetti anche nel Sud Atlantico. Tale fu l'auto-affondamento della corazzata tascabile tedesca Admiral Graf Spee, nel dicembre 1939, nell'estuario del Río de la Plata.

## Il Saliente Nordestino e la difesa territoriale brasiliana
A questo punto, la questione del coinvolgimento del fronte nordorientale cominciò a circolare in campo militare. Nel 1940, Mascarenhas de Morais chiese di essere designato comandante della 7ª regione militare (RM) a Recife che si trovava nella più importante area strategica del Brasile in quel momento di conflitto “…tale da ricevere il qualificativo di ‘trampolino di lancio della vittoria’”.
Mascarenhas de Morais organizzò le difese militari brasiliane della regione contro un eventuale attacco dei paesi dell’Asse sferrato dal Nord-Ovest africano. In poco più di un anno, il numero degli effettivi brasiliani per la difesa della zona aumentò da poche migliaia a 50.000 uomini. Sotto il suo comando, dal giugno 1940 al gennaio 1943 furono costruiti le basi aeree, i porti e i depositi che servirono, in seguito, alle forze alleate statunitensi per operare i ponti aerei dal Brasile verso l'Africa.

## Il Saliente Nordestino e le vittorie alleate
La decisione di rompere le relazioni politiche con i paesi dell’Asse fu presa dal governo brasiliano soltanto a gennaio del 1942, a causa dell’inizio della guerra sottomarina tedesca e italiana nelle acque territoriali brasiliane. Un trattato segreto tra il Brasile e gli Stati Uniti, firmato a maggio dello stesso anno, prevedeva infatti la presenza delle forze statunitensi in territorio brasiliano e il coinvolgimento del Brasile stesso nella guerra. Questo trattato diede origine alla creazione della Forza di Spedizione Brasiliana. La dichiarazione di guerra del Brasile ai paesi dell’Asse fu fatta il 21 agosto del 1942.
La cessione delle basi aeree brasiliane di Parnamirim-Natal e di Belém-PA agli alleati integrò il ponte aereo statunitense Natal-Dakar. Questo contribuì alle operazioni militari che portarono alla conquista dell’Africa del nord e del Medioriente e allo sbarco nel sud dell’Italia. Dopo lo sbarco anglo-americano in Marocco e in Algeria, e le vittorie alleate a El Alamein, Stalingrado e Guadalcanal, il Saliente Nordestino brasiliano perse il suo ruolo strategico come base d’appoggio statunitense.

## Una questione di prestigio internazionale
L’invio delle truppe brasiliane era ormai diventato parte delle strategie del governo brasiliano per avere rappresentanza nello scenario internazionale. Nell’agosto del 1943 fu approvato dalla Commissione Mista Brasile-Stati Uniti un piano di massima per la formazione di un corpo d’armata composto da tre divisioni di fanteria. Per fare ciò il governo brasiliano chiese ai nordamericani aiuti e forniture militari che, però, non arrivarono in tempo in Brasile. Il governo brasiliano, da parte sua, poco fece per organizzare il contingente dei soldati. Molti di loro non avevano uno stato di salute idoneo per partire. La maggioranza degli ufficiali brasiliani era ancora addestrata secondo un modello militare ormai superato.
In principio gli Alleati avevano pensato a una funzione di appoggio per le truppe brasiliane. Il trasferimento di sette divisioni delle forze alleate verso la Francia del sud per l’Operazione Anvil causò la diminuzione di due quinti delle forze alleate sul fronte italiano, da 249.000 a 153.000 uomini.. Allora fu deciso che la FEB avrebbe dovuto essere impiegata in prima linea.

## Il nemico come istruttore
Nell’agosto 1943 Mascarenhas de Moraes, all’epoca uno dei più anziani ufficiali dell’esercito brasiliano, venne nominato comandante della 1ª DIE (Divisão de Infantaria Expedicionária), unica divisione della Força Expedicionária Brasileira (FEB).
(Mascarenhas de Moraes nelle sue memorie di guerra )
I soldati che arrivarono sul fronte italiano non facevano parte dell’esercito regolare brasiliano. Mascarenhas de Moraes era conscio dal fatto che gli uomini non erano preparati dal punto di vista delle attrezzature militari, né addestrati secondo le tattiche militari moderne. 

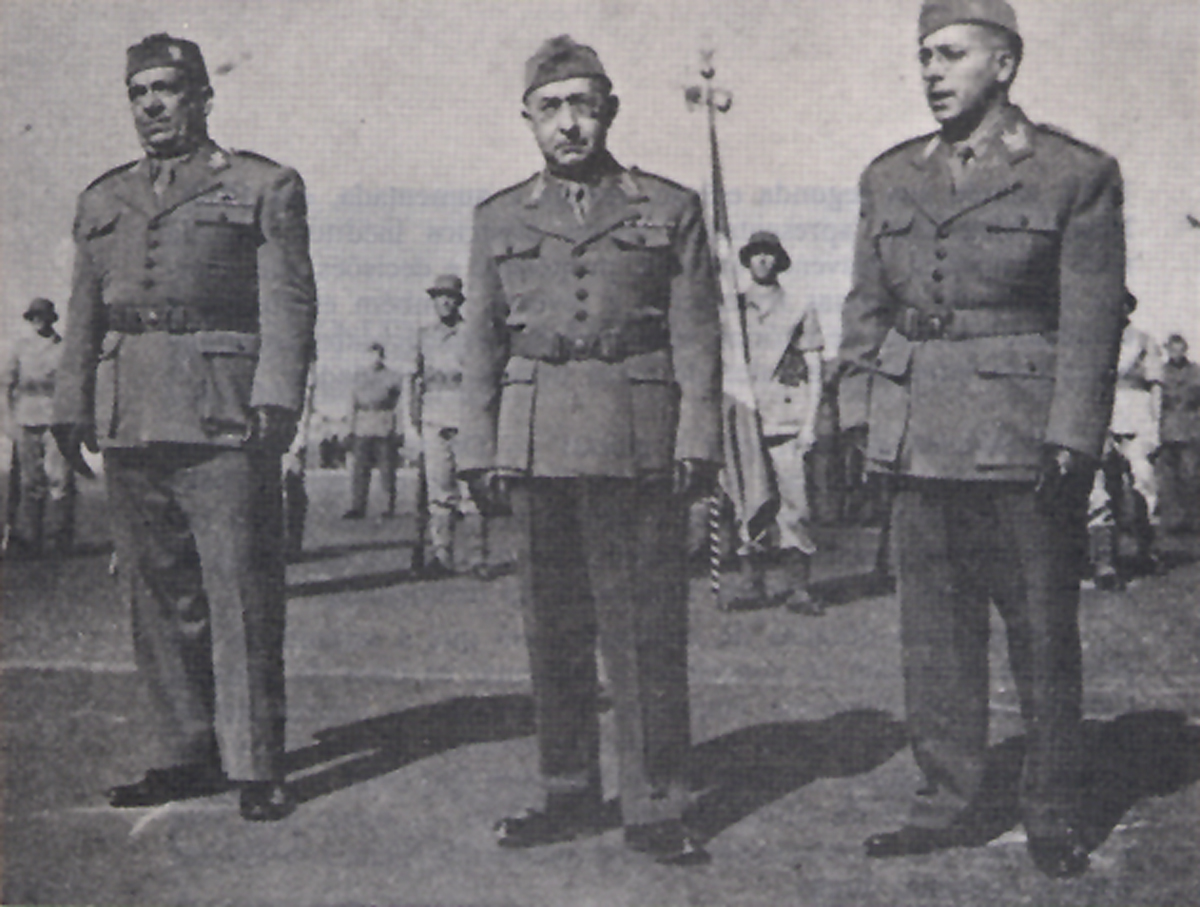
Mascarenhas de Moraes, affiancato dai generali Osvaldo Cordeiro de Farias (sinistra) ed Euclides Zenóbio da Costa (destra)

“Con grande sorpresa delle truppe imbarcate” decise di imbarcarsi insieme ai soldati, invece di raggiungere l’Italia in aereo com’era consuetudine fra i comandanti. Il primo scaglione di 5.081 uomini partì dal porto di Rio de Janeiro, il 2 di luglio del 1944, sulla nave statunitense “General William A. Mann”. Da allora Mascarenhas de Moraes rimase in stretto contatto con i suoi subordinati durante tutto il periodo della guerra.
Le necessarie preparazioni e le istruzioni fisiche, logistiche e psicologiche delle truppe brasiliane iniziarono soltanto dopo l’arrivo sul territorio italiano. Perfino le uniformi portate dal Brasile erano “di infima qualità… Sembrava che le nostre autorità si fossero dimenticate che non stavamo andando a combattere in un paese tropicale”. Rari erano quelli che parlavano inglese. “I soldati brasiliani riuscirono a comunicare con loro compagni statunitensi soltanto dopo aver imparato alcune parole in italiano”.
(Mascarenhas de Moraes nelle sue memorie di guerra)
Dopo la decisione di invadere il sud della Francia, l’obiettivo degli Alleati per la Campagna d’Italia divenne quello di “mantenere gli effettivi dell’esercito tedesco in permanente pressione, tramite offensive, destinate a impedire al comando nazifascista il trasferimento in Francia di divisioni di comprovata competenza militare.”
La FEB fu aggregata al IV Corpo d’Armata della V Armata sotto il comando del generale Mark W. Clarkl, capo del teatro italiano delle operazioni. In ragione della riduzione degli effettivi della V Armata, il generale Clark decise di affrettare l’entrata in azione dei primi contingenti brasiliani, malgrado si fosse “... reso conto che la FEB necessitava di addestramento complementare per le operazioni di montagna… equipaggiamenti addizionali, tanto in armamenti che in uniformi”. Il periodo di addestramento intensivo fu iniziato il 22 agosto in un campo allestito a Vada, in provincia di Livorno, e durò tre settimane. Seguì un’esercitazione congiunta di 36 ore e il primo contingente brasiliano fu considerato pronto per combattere al fianco degli Alleati. 
Per il secondo contingente, partito dal Brasile il 22 settembre del 1944, il tempo di istruzione fu ancora più corto. “Il nemico fu il nostro migliore istruttore”, scrisse anni dopo il generale Sylvio de Mello Cahù, che partecipò alla Campagna d’Italia.

## Il primo periodo di operazioni sul territorio
Le truppe brasiliane iniziarono a combattere all’inizio di settembre del 1944 come parte dell’Operazione Olive, il cui obiettivo strategico era quello di sfondare la Linea Gotica. L’operazione fu ideata dal generale Harold Alexander, comandante del XV Gruppo d’Armate, del quale la V Armata di Clark faceva parte.

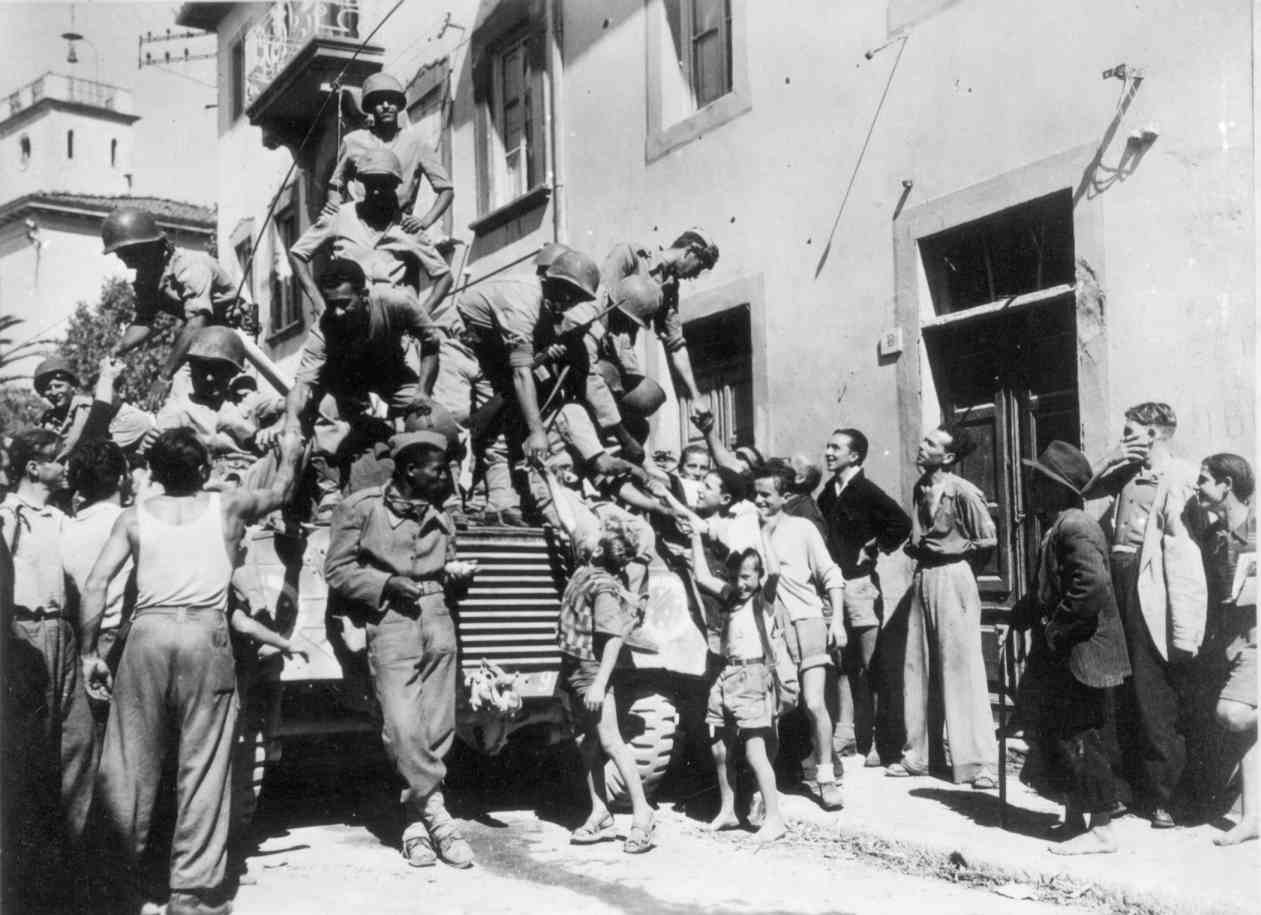
Soldati della FEB ricevuti dagli abitanti di Massarosa

I soldati brasiliani, che avevano cominciato ad avanzare il 14 settembre 1944, conquistarono Massarosa, Camaiore, Pescaglia e il Monte Prana, nella zona delle Alpi Apuane, senza trovare troppe opposizioni. Spesso furono accolti dai partigiani e dalla folla. Trasferiti in seguito nella Valle del Serchio, ricevettero ordine di avanzare verso Castelnuovo di Garfagnana, dove si situavano le linee fortificate tedesche. Il 4 ottobre occuparono la località di Fornaci di Barga, ma furono respinti il giorno dopo. L’11 ottobre occuparono Barga e Gallicano, Sommocolonia il 24 ottobre e poi Verni e Trassilico; il 30 ottobre raggiunsero Lama di Sopra, Lama di Sotto e Monte San Quirico. Il 31 ottobre le truppe subirono un forte contrattacco e ripiegarono verso Sommocolonia. 
Nel frattempo altre unità della V Armata furono dirottate verso i fronti greci e francesi. Queste ulteriori partenze compromisero il successo dell’Operazione Olive, che fu soltanto parziale e non decisivo. 
A novembre le truppe brasiliane furono rimpiazzate in tutta la Valle del Serchio dai reparti della 92ª divisione di fanteria statunitense "Buffalo". Mascarenhas de Moraes trasferì le sue truppe verso la valle del Reno. Il comando generale della FEB passò dalla base di Pisa alla città di Pistoia, con sede avanzata nel comune di Porretta Terme (Bologna).

## I primi attacchi al Monte Castello

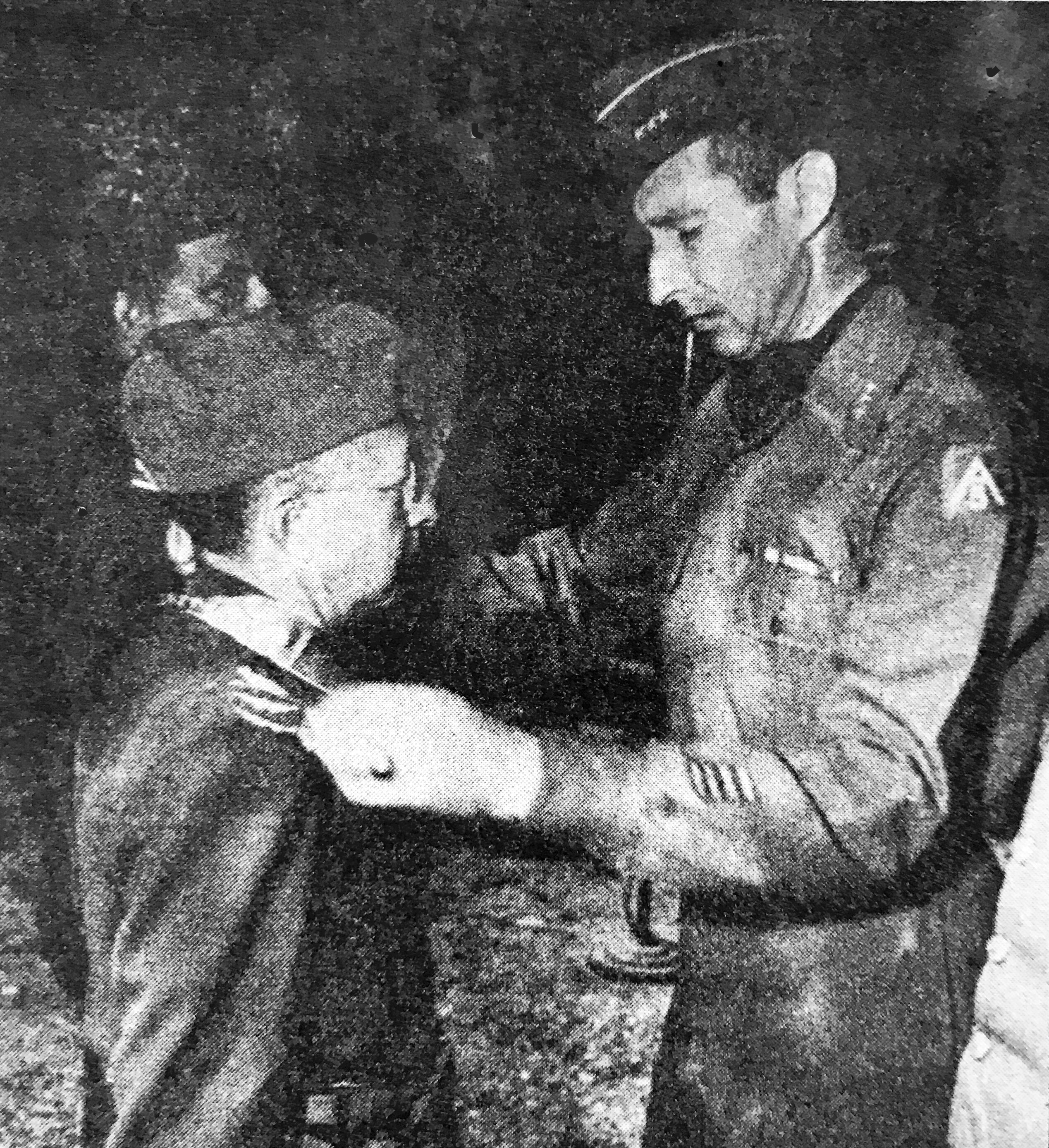
Mascarenhas de Moraes riceve in Italia la medaglia al valore militare dal generale Mark W. Clark

Le truppe, non addestrate a una guerra di montagna, si trovarono malamente equipaggiate per affrontare le prime nevi in un settore della Linea Gotica che peraltro era ben coperto dall’artiglieria tedesca.
Fallirono i due attacchi al Monte Castello, che faceva parte del sistema di difesa tedesca: il primo dal 28 al 29 novembre, il secondo il 12 dicembre. Le ingenti perdite sofferte dalla FEB incisero fortemente sul morale delle truppe.
L’inverno rigoroso fermò l’avanzata degli alleati verso Bologna su tutta la Linea Gotica. Mascarenhas de Moraes, in accordo con gli Alleati, decise di dedicare il periodo di relativa calma al completamento dell’addestramento tecnico e psicologico delle proprie truppe.
A febbraio gli Alleati organizzarono l’Operazione Encore. Alla FEB rimase il compito della cattura del Monte Castello, mentre alla 10ª divisione di montagna statunitense quello di conquistare il Monte Belvedere, altro baluardo delle forze tedesche.
L’occupazione di Monte Castello, il 21 febbraio, portò ai brasiliani la prima vittoria. Il 25 febbraio fu occupata la zona della Serra; Castelnuovo fu presa poco dopo, il 5 marzo. Questa vittoria fu molto importante perché, conquistando Monte Castello, i brasiliani coprivano il fianco della 10th Mountain Division, la quale si apprestava a conquistare Monte della Torraccia e il paese di Iola di Montese.

## Conquista di Montese e corsa verso la pianura padana
Il 14 aprile 1945 iniziò l’offensiva di primavera. João Batista Mascarenhas de Morais guidò la battaglia di Montese, dal suo osservatorio situato a Sassomolare. Montese fu presa dopo quattro giorni di combattimenti e fu raggiunta il 14 aprile: “Montese fu lo scenario della più difficile e sanguinosa vittoria delle armi brasiliane in Italia”. Ma le alture intorno al paese rimasero in mano tedesca, della 714. Infanterie-Division, fino al 19 aprile 1945. La battaglia di Montese fu l'unico combattimento urbano della FEB, che liberò il paese combattendo casa per casa e facendo molti prigionieri.

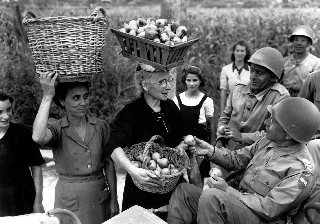
Alcune donne di Montese offrono frutta al generale João Batista Mascarenhas de Moraes, autunno 1944

Le truppe proseguirono poi lungo la valle del Panaro; Zocca fu raggiunta il 21 aprile. Proseguirono liberando molte città della pianura modenese. Le truppe raggiunsero in seguito Collecchio tra il 26 e il 27 aprile e successivamente Fornovo di Taro (Parma), dove il 29 aprile 1945, dopo la battaglia della Sacca di Fornovo, Mascarenhas de Moraes ricevette la resa del generale tedesco Otto Fretter-Pico (comandante della 148ª divisione fanteria) e del generale italiano Mario Carloni.
Nell'ultima settimana di guerra i brasiliani catturono 14.700 soldati, 800 ufficiali e due generali nazifascisti, oltre a 1.500 veicoli e 80 cannoni. Tutte le forze dell'Asse in Italia capitolarono poi il 2 maggio 1945.

## Ostracismo in Brasile
Appena iniziate le operazioni d’imbarco per il rientro della FEB in Brasile, il 4 luglio, Mascarenhas de Moraes fu chiamato in patria. Rientrò a Rio de Janeiro con un aereo, sbarcando “nella base area di Santa Cruz completamente deserta, mentre a pochi chilometri, nell’aeroporto civile di Santos Dumont, per molte ore migliaia di persone e decine di giornalisti attesero invano l’eroe della FEB.”
In Brasile, anche se ufficialmente nel servizio attivo, Mascarenhas de Moraes non aveva un incarico nell’esercito brasiliano e neanche un ufficio. Le conoscenze da lui acquisite avrebbero potuto contribuire a un rinnovamento professionale dell’esercito brasiliano, ancora sotto l’influsso delle tecniche impartite dalla missione francese degli anni '20 e '40.

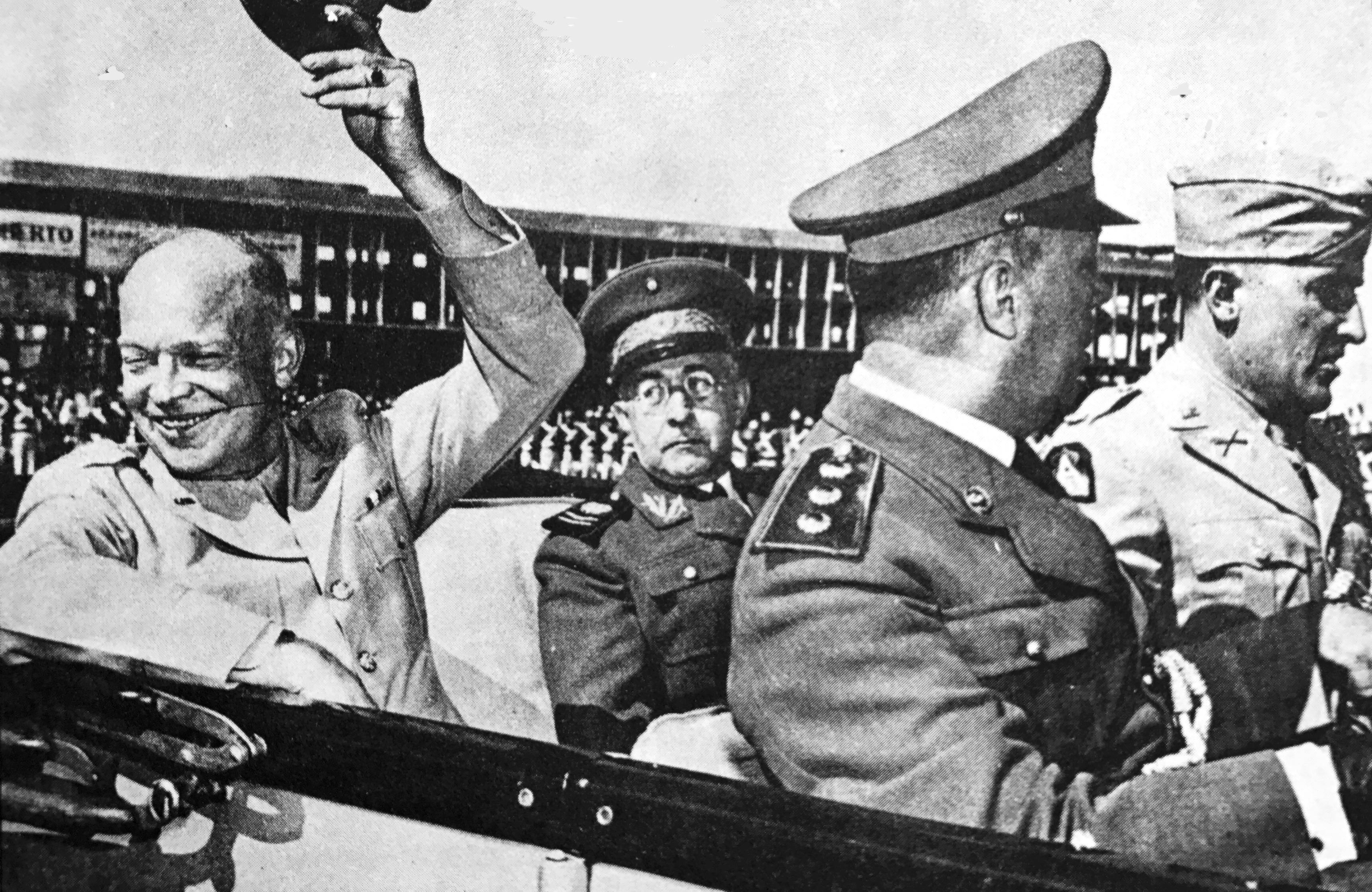
Mascarenhas de Moraes insieme al generale Dwight G. Eisenhower durante la sua visita in Brasile nel 1946

Secondo il generale A. de Lyra Tavares, “non sembra logico … a meno che ci fosse una incompatibilità fra la missione che lo aveva portato a lottare nel teatro delle operazioni in Italia, in difesa della causa della democrazia, e il nostro cosiddetto Estado Novo, retto da una costituzione autoritaria.”
Mascarenhas de Moraes era sempre la figura di primo piano a fianco dei militari nordamericani che venivano apposta in Brasile per partecipare alle cerimonie commemorative della FEB. Parteciparono a queste cerimonie il generale Crittemberg, comandante della IV Armata, venuto per il primo anniversario del Giorno della Vittoria, l'8 maggio 1946, il generale Clark, comandante della V Armata, e nello stesso anno il generale Eisenhower, comandante supremo delle forze alleate in Europa e futuro presidente degli Stati Uniti. Questa situazione diventò motivo d’imbarazzo per Mascarenhas de Moraes.

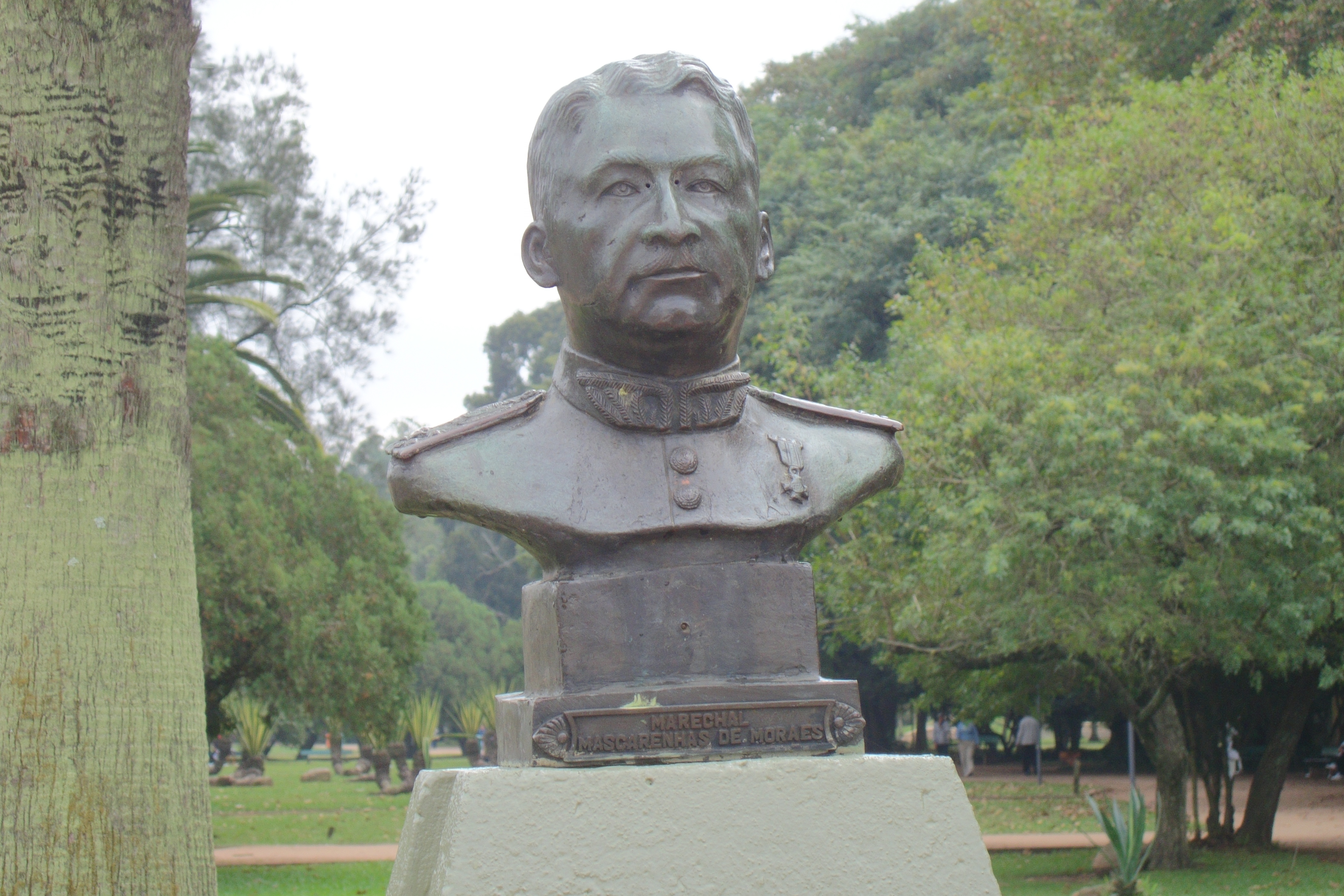
Busto di Mascarenhas de Morais al Parque da Redenção di Porto Alegre

Il 26 agosto del 1946 venne accettata la sua richiesta di ritirarsi dalla vita militare attiva. Il 16 settembre dello stesso anno, però, un atto del Congresso costituzionalista promosse Mascarenhas de Moraes al grado di generale, con diritto di rimanere a vita nel servizio attivo dell’esercito.
Dopo un breve congedo, tornò in servizio nel 1951 e fu nominato capo di stato maggiore delle Forze Armate dal 21 gennaio 1953 all'8 settembre 1954. Durante questo periodo accompagnò la crisi politica che portò al suicidio di Getúlio Vargas. Dopo la morte del presidente, nel mese di agosto 1954, tornò alla vita privata e pubblicò le sue memorie come comandante della Forza di Spedizione Brasiliana durante la seconda guerra mondiale.
Nel 1955 appoggiò il Movimento 11 novembre guidato dal generale Teixeira Lott, che assicurò l'investitura di Juscelino Kubitschek come presidente della Repubblica.

## Rimpatriare i morti in combattimento
Nei suoi ultimi anni di vita fu presidente della commissione per il rimpatrio dei caduti sepolti nel cimitero di Pistoia. Si occupò della costruzione del monumento nazionale ai brasiliani caduti in combattimento nella seconda guerra mondiale. Il monumento fu eretto a Rio de Janeiro e il 16 dicembre 1960 Mascarenhas presenziò all’arrivo a Rio de Janeiro degli aerei con le 466 urne contenenti i resti dei soldati brasiliani caduti in Italia.
Morì a Rio de Janeiro all'età di 84 anni.